# Israfeel Kohistani
Mohammad Salim Israfeel Kohistani (född 5 juni 1987) är en afghansk fotbollsspelare som för närvarande spelar för Vejle BK. Han är även landslagsspelare och deras lagkapten.

## Klubbkarriär
Kohistani började sin ungdomskarriär 2000 i Habibiana i Afghanistan. 2004 spelade han för Habibianas A-lag. I mitten 2004 skrev han på för Kabul Ordu FC där han spelade tre säsonger, fram till 2007 då han skrev på för sin nuvarande klubb Kabul Bank FC.